# 制宪议会
制宪议会（英語：constituent assembly、constitutional convention、constitutional congress或constitutional assembly），又译制宪会议，是指一个为起草和通过一部宪法而成立的一个主体。作为一个立国的根本性条文，一部宪法不能用简单地通过一般的国家立法机构修改或修订，而需要通过建立制宪议会制定宪法内容。一个制宪议会通常只是为某个特定的制宪目的而成立，在一段特定的较短的时期内召开，任务完成后便会解散。
不同于其它由地区统治者单方面制定宪法的制宪方式，制宪议会编订宪法采用“国内施行”机制，制宪议会成员都是宪法所在地的公民但不必一定是该地的统治者。正如哥伦比亚大学社会科学教授约恩·埃尔斯特所说：

制定宪法可以有多种途径。在非民主取向的地区，我们可以看到一个具有统治权力的法律颁布者为后世制订宪法。在民主取向的地区，我们可以看到一个由普选产生的制宪议会专为谱写新宪法这项唯一的工作而成立。

## 範例

### 中華民國
中華民國自1912年立國以來，因為國內政治情勢的波動不斷，一直未能制定正式的憲法；至1946年，才由國民政府召開制憲國民大會制定出《中華民國憲法》，於一年後的1947年12月25日正式施行。